# Antypatriotyzm
Antypatriotyzm – postawa etyczna lub polityczna odrzucająca patriotyzm.

## Geneza pojęcia
Pojęcie antypatriotyzmu pojawiło się prawdopodobnie w czasie rewolucji francuskiej, kiedy w znaczeniu pejoratywnym zaczęli się nim posługiwać jakobini (podobnie jak określeniem „anarchista”). Termin był używany od drugiej połowy XIX w., kiedy ta postawa zaczęła być wyraźnie artykułowana przez anarchistów i socjalistów w odpowiedzi na rozpowszechnianie się w Europie wzorów pruskiego militaryzmu i nacjonalizmu (po wygranej Prus w wojnie z Francją oraz upadku Komuny Paryskiej).

## Poglądy antypatriotów
Według różnego rodzaju socjalistów u podstaw konfliktów społecznych leży podział na klasy, a nie na państwa czy narody, np. Karol Marks w „Manifeście komunistycznym” z 1848 r. pisał, że „robotnicy nie mają ojczyzny.” (internacjonalizm). Podział ze względu na narodowość, jak pisał Michaił Bakunin w „Listach o patriotyzmie”, podobnie jak podział klasowy, jest szkodliwy: „patriotyzm jest niedobrym, ciasnym i zgubnym nawykiem, jest on bowiem zaprzeczeniem równości i solidarności ludzkiej”, uznał go ponadto za „religię państwa” oraz „solidarny interes” klasy uprzywilejowanej, która tym państwem rządzi.
Antypatrioci krytykują więc patriotyzm jako przesąd:

"Patriotyzm (...) jest przesądem stworzonym sztucznie i podtrzymywanym poprzez sieć kłamstw i oszustw; przesądem okradającym człowieka z poszanowania dla siebie i godności (...) zarozumiałość, arogancja i egotyzm są podstawami patriotyzmu. Pozwólcie mi to zilustrować. Patriotyzm zakłada że nasz świat jest podzielony na małe kawałki, każdy otoczony żelaznymi wrotami. Ci, którzy mieli szczęście urodzić się na jakimś szczególnym kawałku, uważają się za lepszych, bardziej szlachetnych, wspanialszych, inteligentniejszych niż istoty zamieszkujące inne kawałki. Jest więc obowiązkiem każdego, żyjącego na tym wybranym kawałku, aby walczyć, zabijać i ginąć próbując narzucić wszystkim innym swoją wyższość. Mieszkańcy innych skrawków rozumują oczywiście w podobny sposób (...)"

Ten "wzbudzany sztucznie przesąd" służy klasie rządzącej w ten sposób, że popycha składających się na większość społeczeństwa pracowników do wojen prowadzonych w jej interesie. Jak pisał Lew Tołstoj, „stanowi on podstawę zbrodniczych czynów zbrojnych i wszelkich aneksji” Postawa antypatriotyczna jest zatem ściśle związana z antymilitaryzmem (choć niekoniecznie z pacyfizmem, odrzucającym wszelką przemoc).
Można też wywodzić postawę antypatriotyczną z poglądów moralnych i religii. Tołstoj odrzucał patriotyzm ze względu na jego egoistyczny charakter oraz konsekwencje w postaci wojen, jako sprzeczny z moralnością, a także w jego mniemaniu nie do pogodzenia z chrześcijaństwem.
Tołstoj definiuje patriotyzm jako dążenie do wyłącznej korzyści własnego narodu, odrzuca przy tym twierdzenia patriotów, iżby patriotyzm mógłby być zły albo dobry – ten pierwszy zaborczy, agresywny i prowadzący do wojen, a drugi niezaborczy i ograniczający się do zachowania przez dany kraj tego, co posiada. Tymczasem według Tołstoja zachowanie tego, co posiada dany kraj, to zachowanie tego, co wcześniej zostało zagarnięte - nie istnieje więc "dobry patriotyzm".
Patriotyzm jest jego zdaniem poglądem sprzecznym z chrześcijaństwem i opartą na nim moralnością jako zbiorowy odpowiednik indywidualnego egoizmu, prowadzący do walki pomiędzy ludźmi. Jest pozostałością z dawnych czasów, przemocą i oszustwem sztucznie utrzymywaną przy życiu przez rządy i klasy rządzące, ponieważ dzięki temu istnieją i utrzymują się przy władzy. Należy go zwalczać, aż ludzie "Przestaną widzieć: służbę ojczyźnie, bohaterstwo wojny, chwałę wojskową i patriotyzm, a zobaczą to, co jest: nagą prawdę zabójstwa", co doprowadzi do zmian społecznych.